# Ganzeveld
Het Ganzeveld is een 33 hectare groot natuurgebied in Aalter (Belgische provincie Oost-Vlaanderen). Het mozaïeklandschap in het zuiden van het Bulskampveld bestaat uit bossen (28 hectare), oude beukendreven en een aantal open weilanden (5 hectare). Het natuurgebied wordt sinds 2012 beheerd door Natuurpunt. In november 2019 werd er extra bos aangeplant . In het Ganzeveld bloeien typische soorten van voedselarmere bossen (met zomereik, ruwe berk en aangeplante Amerikaanse eik), zoals hulst, wilde kamperfoelie, struikheide en brem. In de kruidlaag groeien spork, lijsterbes, pijpenstrootje en pilzegge. In het Ganzeveld leeft onder andere ree, eekhoorn, buizerd, boomklever en zwarte specht. Door het Ganzeveld loopt een 2 kilometer lang bewegwijzerd pad.